# توماس راشيل
توماس راشيل هو سياسي ألماني، ولد في 17 مايو 1962 في دورن في ألمانيا. نشط حزبياً في الاتحاد الديمقراطي المسيحي. في الانتخابات الفيدرالية الألمانية 2017، انتخب عضو في البوندستاغ الألماني عن دائرة Düren (electoral district) ‏ وقد انضم خلال البوندستاغ الألماني التاسع عشر (24 أكتوبر 2017 – ) للكتلة البرلمانية الكتلة البرلمانية لائتلاف الاتحاد الديمقراطي المسيحي / الاتحاد الاجتماعي المسيحي في البوندستاغ ‏ وانتخب سكرتير برلماني في ألمانيا ‏ وانتخب عضو في البوندستاغ الألماني خلال فترته النيابية ‏ (10 نوفمبر 1994 – 26 أكتوبر 1998).

## وصلات خارجية
- الموقع الرسمي